# Holocausto (brazilská hudební skupina)
Holocausto (v českém překladu holokaust) byla brazilská thrash/black metalová kapela založená v roce 1985 ve městě Belo Horizonte.
V roce 1985 vyšla první demonahrávka Massacre, debutové studiové album s názvem Campo de Extermínio (česky znamená vyhlazovací tábor) bylo vydáno v roce 1987 (kvůli textům líčícím nacistické perzekuce vůči Židům byla skupina nařčena z antisemitismu). 

Kapela byla aktivní v letech 1985–1994 a 2005–2018. Zpěvák a kytarista Valério "Exterminator" Salles založil po rozpadu skupinu Holocausto War Metal (v roce 2019).

## Diskografie
Dema
- Massacre (1985)
- Australoptecus Experience (1990)
- Guerra Total (2018)

Studiová alba
- Campo de Extermínio (1987)[2]
- Blocked Minds (1988)
- Negatives (1990)
- Tozago as Deismno (1993)
- De Volta ao Front (2005)
- Diário de Guerra (2019)

EP
- War Metal Massacre (2016)

Živá alba
- War Metal in Belo Horizonte - Live in Brazilian Ritual Fifth Attack (2018) – CD + DVD

Kompilační alba
- Negatives / Blocked Minds (2019) – CD + DVD

Split nahrávky
- Warfare Noise (1986) – společně s brazilskými kapelami Sarcófago, Mutilator a Chakal

Samplery
- The Lost Tapes of Cogumelo (1990) – společně s brazilskými kapelami Sepultura, Overdose, Sarcófago, Mutilator a Chakal[3]

## Videografie
DVD
- Campo de Exterminio Show - 1987 (2007)